# Christian-von-Mannlich-Gymnasium
Das Christian-von-Mannlich-Gymnasium in Homburg (Eigenschreibweise auch Christian von Mannlich-Gymnasium; kurz CvM-Gymnasium) ist ein nach dem Maler und Architekten Johann Christian von Mannlich benanntes Gymnasium des Saarpfalz-Kreises.

## Allgemeines
Das Christian-von-Mannlich-Gymnasium umfasst ein großes Haupthaus, einen neuen Funktionstrakt an der Hiltebrandtstraße, einen renovierten ehemaligen Funktionstrakt, in dem jetzt Klassensäle untergebracht sind, zwei Turnhallen und einen Anbau, der die Nachmittagsbetreuung, die Aula, die Cafeteria und eine Mediathek beherbergt. Insgesamt verfügt die Schule über 36 Klassensäle.
Das Gymnasium hat 70 Lehrer (Stand: Mai 2023), die insgesamt 702 Schüler unterrichten (Stand: September 2022). Markenzeichen der Schule sind:
- Englischunterricht ab der 5. Klasse.
- Bilingualer Unterricht (Deutsch-Englisch) in den Fächern Erdkunde (ab Klasse 7), Geschichte (ab Klasse 8) und Politik (ab Klasse 9).
- Auswahl des mathematischen oder sprachlichen Zweigs, der ab dem 8. Schuljahr wählbar sowie koppelbar mit dem bilingualen Zug ist.
- Teilnahme an außerschulischen Wettbewerben (z. B. Jugend forscht, Trialog).[4]

## Geschichte
Das Christian-von-Mannlich-Gymnasium wurde am 1. Oktober 1875 als das Stolz’sche Mädcheninstitut von der Lehrerin Pauline Stolz gegründet. Zu Beginn besuchten knapp 20 Schülerinnen das Institut, die von zwei Lehrerinnen unterrichtet wurden. 1903 wurde die Schule vom Gemeinderat Homburg übernommen. Die erste Abiturprüfung wurde 1941 abgelegt, somit wurde die Schule als Vollanstalt anerkannt. Am 14. März 1945, während des Zweiten Weltkriegs, wurde das Schulgebäude in der St. Michaelstraße zerstört.
Die Wiederaufnahme des Unterrichts nach dem Krieg im Oktober 1945 wurde nun unter dem Namen Mädchen Gymnasium gestartet und der Unterricht zog ins Knabenrealgymnasium in der Oberen Allee. 1948 wurde die Schule schließlich verstaatlicht und der Bau eines neuen Gebäudes wurde begonnen. Am 4. Februar 1955 zogen die damals 347 Schülerinnen in das neue Gebäude in die Hiltebrandtstraße. 1967 wurde zusammen mit den ersten Knaben auch Englisch als erste Fremdsprache eingeführt. 1970 stand im Zeichen einer umfassenden Erweiterung. Nachdem die Marke von 1000 Schülern überschritten wurde, erhielt die Schule ein zweites Gebäude und einen Pavillon. 1972 beantragten Eltern und Kollegium für das nun von beiden Geschlechtern besuchte Gymnasium einen neuen Namen; so wurde die Schule am 21. November 1974 in Staatliches Mannlich-Gymnasium umbenannt.
1992 übernahm der Saarpfalz-Kreis die Trägerschaft; dabei wurde die Schule in Christian von Mannlich-Gymnasium umbenannt. 2008 konnte eine neue Aula eingeweiht werden, der Neubau des naturwissenschaftlichen und künstlerischen Traktes in Niedrigenergie-Bauweise wurde 2018 eingeweiht. Anschließend begannen die Arbeiten am Hauptgebäude. Der aus den 1970er Jahren stammende, marode gewordene Pavillon sollte danach abgetragen werden, was allerdings bis heute nicht passiert ist (Stand 2024).

## Schulleben

### Arbeitsgemeinschaften
Das Christian-von-Mannlich-Gymnasium bietet  Arbeitsgemeinschaften an. In den fünf Themengebieten Wissenschaft, Kunst, Musik und Bewegung/Sport können die Schüler ihren Interessen nachgehen.

### Besonderheiten
Das Christian-von-Mannlich-Gymnasium ist eine der wenigen Schulen im Saarland, an der als erste Fremdsprache nicht Französisch, sondern Englisch unterrichtet wird. Französisch ist die zweite Fremdsprache und Latein ist als dritte Fremdsprache wählbar. Außerdem wird der Kurs Wirtschaftsenglisch ab der 11. Klasse angeboten, jedoch kommt er nicht immer zustande.
Am Ende der siebten Klasse können sich die Schüler für einen der angebotenen Zweige entscheiden, die dann bis Ende der zehnten Klasse fortgeführt werden. Die zur Auswahl stehenden Zweige sind der sprachliche Zweig und der naturwissenschaftlich-mathematische Zweig, mit Schwerpunkt auf den naturwissenschaftlichen Fächern, wie Mathematik, Physik, Chemie und Biologie. Das Fach Latein, wenn gewählt, wird von den Schülern fortgeführt bis Klasse 10, an deren Ende dann die Latinumsprüfung steht, oder bis Klasse 12 als Leistungskurs.
Das Gymnasium wurde als UNESCO-Projekt-Schule ausgezeichnet.
Des Weiteren gibt es einen Förderverein, der zur Unterstützung von Veranstaltungen und Einrichtungen der Schule und der Elternschaft dient. Außerdem besteht die Möglichkeit, vom Förderverein bei Schulfahrten finanziell unterstützt zu werden. Auch unterstützt der Förderverein Veranstaltungen wie z. B. den Tag der offenen Tür, das Schulfest oder die Sommerserenade.
Im Jahr 2012 wurde der Internationale Kreis am Christian-von-Mannlich-Gymnasium gegründet. Das Ziel für diese Zusammenkunft besteht darin, einen Elternbund zu gründen, der deutsche und ausländische Eltern zusammenbringt. Er soll sie dazu anregen, gemeinsam zur Schulgemeinschaft beizutragen und auch gemeinsam Lösungen für Probleme zu finden.
2019 wurde das Gymnasium vom Bundesministerium für Umwelt zum „Energiesparmeister 2019“ gekürt.

## Persönlichkeiten

### Ehemalige Schüler
- Alexander Funk (* 1974), Fraktionsvorsitzender der CDU-Fraktion im Landtag des Saarlandes
- Tobias Hans (* 1978), ehemaliger Ministerpräsident des Saarlandes (CDU)
- Astrid Klug (* 1968), ehemalige Bundesgeschäftsführerin der SPD
- Dennis Lander (* 1993), ehemaliger Landtagsabgeordneter (Die Linke)
- Marlis Schwenk (1945–2021), ehemalige Landtagsabgeordnete (SPD)
- Birgit Schweiberer (* 1961), Karateka und Bhikkhuni sowie Anästhesistin

### Lehrer
- Lothar Fischer (1942–2013), ehemaliger Bundestagsabgeordneter (SPD)
- Peter Hans (1950–2007), Politiker
- Hermann Theophil Juncker (* 1929), Künstler
- Hubert Weyers (1929–2006), Ornithologe